# Василиадис, Игорь Валентинович
И́горь Валенти́нович Василиа́дис (род. 26 октября 1972, Афины, Греция) — российский фотохудожник греческого происхождения.

## Биография
С 2004 по 2006 год работал во Франции и Италии.
Среди заметных работ, мировая рекламная кампания Claude Montana 2005, юбилейный advertorial Dior, несколько кампаний Londa и Wella, работа с LVMH по брендам Hennessy и Moet e Chandon, материал для сайта Tiffany 2007, рекламные кампании «Космос золото», advertorials Mercury, и многое другое.
Работал со многими журналами fashion, beauty и jewelry направлений в России и Европе, среди них VOGUE, Elle, Marie Claire, L’Officiel,Wall Paper, AMICA, ZiNC, Flair, Spoon.
На 2009 год снял более 100 обложек fashion и beauty журналов.

## Профессиональная деятельность
Является автором ряда арт проектов, имевших широкое освещение во всем мире и сопровождавшихся персональными выставками.
В частности, совместный проект с режиссёром Ким Ки-Дуком (Корея), по мотивам его фильма «Зима, весна, лето, осень и снова зима», на месте съемок фильма , , , .
Выставки:
- When the moment turns into eternity (Moscow 2005 joint with Kim Ki-duk);
- 4F national contest (Moscow 2006);
- Photoloft gallery (Moscow 2007);
- Magic of Silver (London 2008);
- Gape Gallery opening (Prague 2010);
- Moscau-Vienn kulturdialogue (Vienna 2010);
- Yellow Corner gallery (Paris 2010);
- Eternal Values (Moscow, Ritz Carlton 2011));
- In Memory of Port Arthur (International exhibition 2011);
- Blur Gallery (Belgrade 2011);
- Art Album “Silver Magic” presentation by Amazon publishing (New York 2012);
- Cork Gallery (London, Mayfair 2012);
- Participated in numerous photo biennials in Moscow (2003-2012).

## Рейтинг
По рейтингу журнала «Карьера» вошёл в TOP 10 российских фотографов , .

## Преимущества
В арт съемках использует пластины из черненного серебра. Все несовершенства покрытия оригинальны и придают съемке антураж, что в сочетании с образами создает необычное ощущение.
Ведет активную преподавательскую деятельность , 
Снялся в роли фотографа в фильме А. Кончаловского «Глянец».